# Myriam Ullens
 Myriam Lechien (conocida como Baroness Myriam Ullens de Schooten Whettnall, (Colonia, 23 de septiembre de 1952 - Lasne, 29 de marzo de 2023) fue una empresaria, noble, multimillonaria, filántropa y coleccionista de arte alemana belga.

## Biografía
Pasó su infancia en Alemania, donde su padre era oficial del ejército belga. A los 24 años, Ullens lanzó su primer negocio "La Petite Salade", un servicio de entrega de ensaladas que vendió cuatro años después. Creó una pastelería profesional llamada "Sweetly" en Bruselas. 
En febrero de 2017, publicó su libro: Noches distantes sin estrellas (Distant Starless Nights). 
Después de sobrevivir al cáncer de mama, Ullens reconoció la necesidad de que las pacientes volvieran a concentrarse en su bienestar físico y mental mientras recibían tratamiento en los hospitales. En 2006, fundó la Fundación Mimi Ullens para brindar apoyo en siete centros ubicados dentro de los departamentos de oncología de sus hospitales asociados. Estos centros brindan apoyo psicológico gratuito a 15.000 pacientes con cáncer.
Contrajo matrimonio con el empresario y Barón Guy Ullens en 1999, tuvo dos hijos.
El 29 de marzo de 2023 a los 70 años, fue asesinada a tiros frente a su casa en Lasne.